# 1921년 긴급 관세법
1921년 긴급 관세법(영어: Emergency Tariff of 1921)은 미국에서 1921년 5월 27일에 제정되었다. 우드로 윌슨 행정부에서 통과된 언더우드 관세법으로 인해 미국 의회의 공화당 지도자들은 더 나은 해결책이 마련될 때까지 농민들의 어려움을 덜어주기 위한 임시 조치를 서둘러 마련하게 되었다. 미국 대중의 불만이 커지면서 워런 G. 하딩 대통령과 의회는 이 관세법을 통과시켰다.

## 원인
1920년대에 가장 큰 경제 문제는 농업 이윤의 감소였다. 1900년부터 1920년까지는 제1차 세계 대전 동안 유럽 농업이 심각한 혼란을 겪으면서 가격이 급등하여 미국 농부들은 번영을 누렸다.
1919년에 유럽 국가들은 관세 장벽을 도입하며 시장을 폐쇄하기 시작했다. 수요 증가로 인한 미국 농업의 번영기는 1920년대 초에 끝났다. 이전 전시 가격과 기술 발전 덕분에 미국 농장은 계속 성장했지만, 유럽의 미국 농산물 수요는 감소했고 가격은 폭락했다.
밀 가격은 1921년 말까지 부셸당 2.50달러에서 1.00달러 미만으로 떨어졌다. 많은 농부들이 대출금을 상환할 수 없게 되었다. 게다가 과잉 생산이 농업 산업의 수익성을 저하시키고 있었다. 가격 하락, 낮은 수요, 그리고 과잉 생산으로 인해 농부들은 심각한 문제에 직면했다.
긴급 관세법은 옥수수, 밀, 설탕, 모직물, 육류 등 대부분의 수입 농산물에 대한 관세를 인상했다.

## 영향
긴급 관세법은 외국에서 미국으로 들어오는 밀, 설탕, 고기, 모섬유 및 기타 농산물에 대한 관세율을 인상하여 해당 품목의 국내 생산자에게 보호를 제공했다. 농업 주 대표들은 이 관세를 영구적인 보호와 더 많은 정부 지원을 위한 캠페인의 첫 단계로 보았다. 보호 무역 관세의 제정은 전후 불황을 완화하려는 시도였다.
1921년 1월에 관세가 처음 논의되었을 때, 상업 기록에 따르면 그 달에 미국은 유럽 국가들에 6천만 파운드 이상의 면실유를 수출했다. 6개월 후, 유럽으로의 수출은 매월 5백만에서 1천만 파운드로 감소했다.
이 조치는 긴급 관세법이 통과된 지 1년 후인 1922년 포드니-맥컴버 관세가 제정될 때까지 유효했다. 새롭고 영구적인 관세는 관세율을 훨씬 더 높였다. 또한 1922년에는 캐퍼-볼스테드 법이 통과되었는데, 이는 농업 협동조합을 반독점법에서 제외시켜 보호하기 위한 것이었다.
긴급 관세 보고서에 따르면, 긴급 관세의 효과는 지난 18개월 동안 (발효 이후) 모든 상품 가격의 큰 변화로 인해 모호해졌다. 이 법이 발효될 당시 미국과 전 세계는 수년간 발생한 가장 큰 가격 하락의 한가운데 있었다.
1921년 가을과 겨울에 경기가 회복되면서 물가 지수는 약 20포인트 상승했다. 긴급 관세의 효과를 연구할 때 이러한 물가 지수 상승을 고려해야 한다. 보고서는 법이 통과된 후 가격이 거의 즉시 오르지 않았다고 밝혔다.
일부 경우에 수입 감소와 미국 내 농산물 가격의 지속적인 하락이 긴급법 제정보다 앞섰다는 점도 지적되었다.

## 과세 품목 목록
밀: 밀가루 및 세몰리나; 아마씨: 옥수수; 콩; 땅콩 또는 껍질 벗긴 콩; 감자, 양파, 쌀, 쌀가루, 쌀겨; 레몬; 땅콩, 면실, 코코넛, 콩, 올리브유; 소, 양, 신선 및 냉동 쇠고기, 송아지 고기, 양고기, 어린 양고기, 돼지고기; 특별히 명시되지 않은 모든 종류의 준비되거나 보존된 육류; 길이가 1과 3/8인치 이상인 면; 해당 면으로 만든 제품; 카펫용 모직을 제외한 모직; 가공된 모직; 설탕 및 당밀; 버터 및 그 대체품; 치즈 및 그 대체품; 신선, 보존 및 농축 우유; 유당; 크림; 포장용 담배; 사과; 체리; 그리고 올리브.